# Orthotrichia hydroptiloides
Orthotrichia hydroptiloides är en nattsländeart som beskrevs av Wells och Andersen 1995. Orthotrichia hydroptiloides ingår i släktet Orthotrichia och familjen smånattsländor. Inga underarter finns listade i Catalogue of Life.